# فابيو بالدي
فابيو بالدي (فابيو أمادو يوري بالدي)(مواليد 20 يوليو 2005) هو لاعب كرة قدم ألماني يلعب في مركز الهجوم مع نادي هامبورغ الذي ينافس في الدوري الألماني الدرجة الثانية. تم استدعائه من قبل المنتخب الألماني لأقل من 20 سنة عندما كان عمره 19 سنة و2 أشهر و21 يوما حيث ظهر في مبارتين لم يسجل أية أهداف وصنع هدف.

## الإحصائيات
| الموسم | البطولة              | النادي                      | عدد المباريات | الأهداف | التمريرات الحاسمة |
| ------ | -------------------- | --------------------------- | ------------- | ------- | ----------------- |
| 24/25  | كأس ألمانيا          | نادي هامبورغ                | 1             | 1       | 0                 |
| 23/24  | كأس ألمانيا للناشئين | نادي هامبورغ لأقل من 19 سنة | 2             | 0       | 0                 |

| الموسم | البطولة                                                   | النادي                      | عدد المباريات | الأهداف | التمريرات الحاسمة |
| ------ | --------------------------------------------------------- | --------------------------- | ------------- | ------- | ----------------- |
| 24/25  | الدوري الألماني الدرجة الثانية                            | نادي هامبورغ                | 8             | 0       | 3                 |
| 24/25  | الدوري الألماني الدرجة الرابعة الإقليمي الشمالي           | نادي هامبورغ 2              | 1             | 0       | 0                 |
| 23/24  | الدوري الألماني الدرجة الرابعة الإقليمي الشمالي           | نادي هامبورغ 2              | 19            | 0       | 4                 |
| 23/24  | الدوري الألماني للناشئين شمال / شمال شرق أ لأقل من 19 سنة | نادي هامبورغ لأقل من 19 سنة | 7             | 2       | 5                 |
| 22/23  | الدوري الألماني لأقل من 19 سنة                            | نادي هامبورغ لأقل من 19 سنة | 3             | 0       | 2                 |
| 22/23  | الدوري الألماني تحت 19 سنة، الجولة التمهيدية الخاصة       | نادي هامبورغ لأقل من 19 سنة | 3             | 0       | 0                 |
| 22/23  | الدوري الألماني للناشئين شمال / شمال شرق أ لأقل من 19 سنة | نادي هامبورغ لأقل من 19 سنة | 7             | 2       | 1                 |
| 21/22  | الدوري الألماني للناشئين شمال / شمال شرق ب لأقل من 17 سنة | نادي هامبورغ لأقل من 17 سنة | 7             | 1       | 2                 |

| رقم القميص | المنتخب الوطني        | البداية مع المنتخب الوطني | عدد المباريات | الأهداف | التمريرات الحاسمة |
| ---------- | --------------------- | ------------------------- | ------------- | ------- | ----------------- |
| 17         | ألمانيا أقل من 20 سنة | 11 أكتوبر 2024            | 2             | 0       | 1                 |